# Paddy Duncan
Paddy Duncan (1894 – 9 avril 1949) était un footballeur irlandais. Aux Jeux olympiques 1924, il est connu pour avoir été le premier buteur de la sélection irlandaise.

## Biographie
Durant sa carrière, il fut surnommé « Dirty Duncan ». En compagnie de Charlie Dowdall, Thomas Murphy, Ernest McKay et Michael Farrell (en), Duncan était un des cinq joueurs du St James's Gate qui font partie de la sélection irlandaise pour les JO 1924. 
En 1924, Duncan eut quatre sélections pour deux buts pour l'Irlande. Il inscrit le premier but de la sélection irlandaise contre la Bulgarie. L'Irlande atteignit les quarts-de-finale. 